# Maison d'arrêt de Charleville-Mézières
La maison d'arrêt de Charleville-Mézières est une maison d'arrêt française située dans la commune de Charleville-Mézières, dans le département des Ardennes et dans la région Grand-Est.
L'établissement dépend du ressort de la direction interrégionale des services pénitentiaires de Strasbourg. Au niveau judiciaire, l'établissement relève du tribunal judiciaire de Charleville-Mézières et de la cour d'appel de Reims.

## Histoire

### XVIIeauXIXesiècle
Le site, dont la première construction date de 1620, a tout d'abord été un couvent hébergeant des moines Capucins. Le couvent originel a été détruit au XVIIIe siècle, puis reconstruit à partir de 1792. Le bâtiment a par la suite été transformé en prison à partir de la Révolution française. À partir de cette période, le bâtiment accueille également la gendarmerie nationale jusqu'en 1873 et le palais de justice jusqu'en 1960,.

### XXesiècle
Durant la seconde guerre mondiale, la prison est le lieu de détention de résistants ardennais fusillés par les Allemands. Une plaque commémorative rappelant ces événements est apposée sur la façade de la maison d'arrêt.

### XXIesiècle
Entre 2011 et 2012, l'établissement bénéficie d'un important programme de rénovation, faisant passer sa capacité d'accueil de 24 places à 59 places.
La façade de l'établissement bénéficie d'une rénovation durant l'année 2020.

## Description
Située au 21, place Winston-Churchill à Charleville-Mézières, à proximité du Grand Marionnettiste, la maison d'arrêt est le seul établissement pénitentiaire du département des Ardennes. Elle dépend du ressort de la direction interrégionale des services pénitentiaires de Strasbourg et, au niveau judiciaire, relève du tribunal judiciaire de Charleville-Mézières et de la cour d'appel de Reims.
Son portail et son fronton sont de style néoclassique,.
L'établissement a une capacité d'accueil de 59 places exclusivement pour des détenus majeurs hommes prévenus ou condamnés à des peines de moins d'un an. Il est constitué d'un bâtiment administratif et de quatre bâtiments de détention. Les bâtiments de détention sont répartis entre un quartier « Maison d'arrêt Hommes » de 55 places et d'un quartier « Semi-liberté Hommes » de 4 places.
Au 1er février 2022, l'établissement accueillait 49 détenus, soit un taux d'occupation de 83,1 %.

## Détenus notables
En 2008, la maison d'arrêt fait l'objet d'un aménagement exceptionnel afin d’accueillir Michel Fourniret, dans le cadre de son procès, une ailé complète de l'établissement ayant été dédiée aux accusés pendant les 2 mois qu'a duré le procès.
En 2020, Nordahl Lelandais est incarcéré dans l'établissement dans le cadre de sa mise en examen pour des faits d'agression sexuelle sur l'une de ses cousines originaire du département, faits qui seraient survenus en 2017.